# Unimation
Unimation ist der Hersteller des Industrieroboters Unimate und damit der weltweit erste Robotikhersteller. Das Unternehmen wurde 1956 von den US-Amerikanern Joseph Engelberger und George Devol gegründet. 1959 stellte das Unternehmen einen Prototyp des Unimate-Roboters vor, der von General Motors eingesetzt wurde.
Der Name der Firma ist ein Kunstwort und eine Abkürzung für Universal Automation (engl., Universelle Automatisierung).